# Cofie Bekoe
Cofie Bekoe (* 16. März 1988 in Accra) ist ein ghanaischer Fußballspieler. Er ist Linksfüßer und spielt hauptsächlich im offensiven Mittelfeld.

## Karriere
Cofie Bekoe begann seine Profikarriere beim FC Nania Accra, dort spielte er nur in der Jugend.
Mit seiner Mannschaft hat er an dem Youth Cup in Altstetten 2004 und 2005 teilgenommen und auch zwei Silbermedaillen gewonnen.
Der Mannschaftskapitän des FC Nania Accra wechselt im Jahr 2005 zum libanesischen Klub Tripoli SC. Auf Leihbasis hat Cofie für acht Monate für Kuala Lumpur FA in Malaysia gespielt, hat auch fünf Tore erzielt.
Von Januar 2011 bis zum Ende der Saison 2012/13 spielte Bekoe für den Lierse SK. Es folgten diverse Stationen in Ghana und erneut im Libanon. Seit 2018 steht er in Kuwait bei Al Tadamon SC unter Vertrag.

## Nationalmannschaft
Am 11. August 2010 bestritt er sein einziges Länderspiel für Ghana. In der 60. Minute wurde er im Testspiel gegen Südafrika (0:1) für André Ayew eingewechselt.

## Erfolge
- Ghanaischer Pokalsieger: 2016